# Zizia aurea
Zizia aurea är en flockblommig växtart som först beskrevs av Carl von Linné, och fick sitt nu gällande namn av Wilhelm Daniel Joseph Koch. Zizia aurea ingår i släktet Zizia och familjen flockblommiga växter. Inga underarter finns listade i Catalogue of Life.

## Bildgalleri

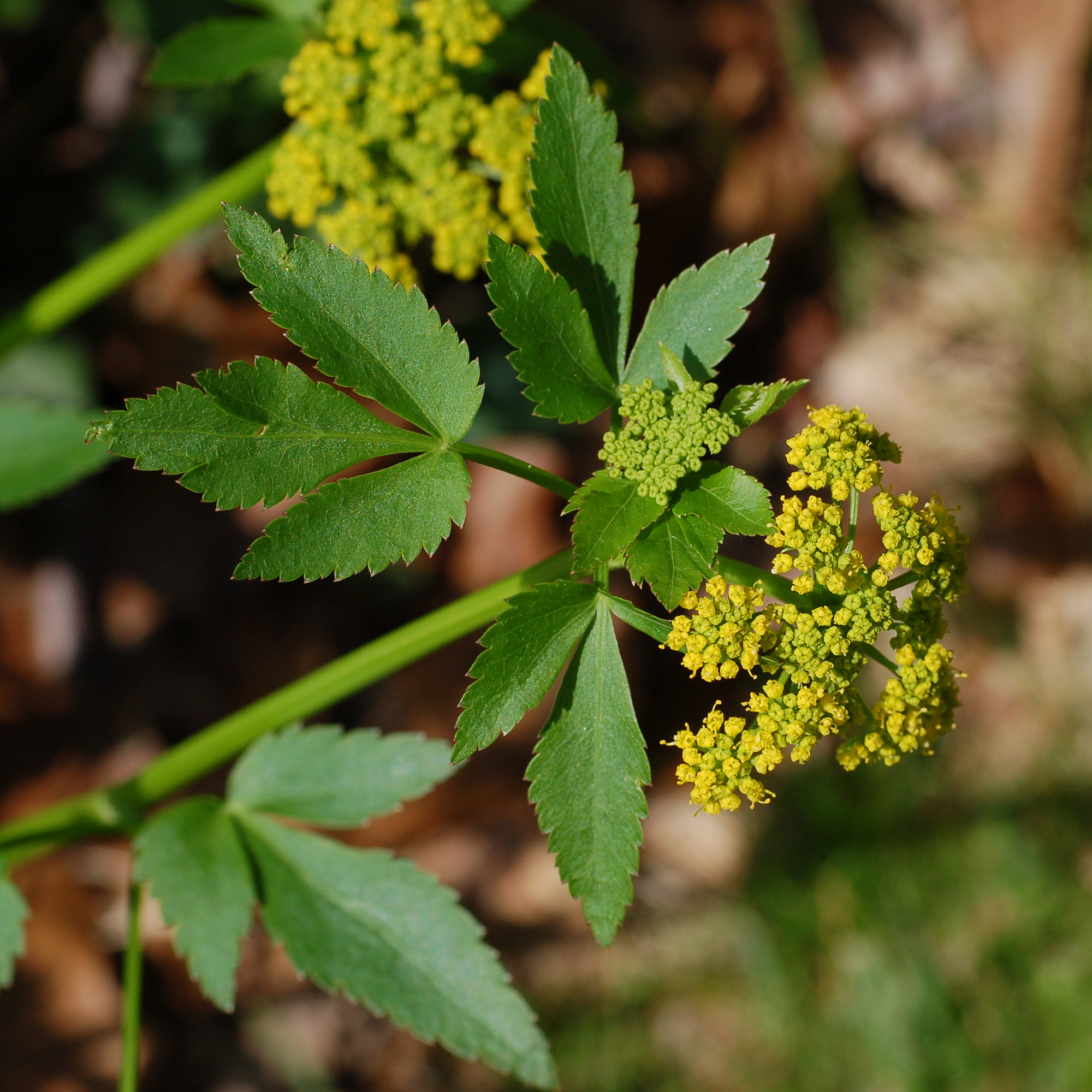
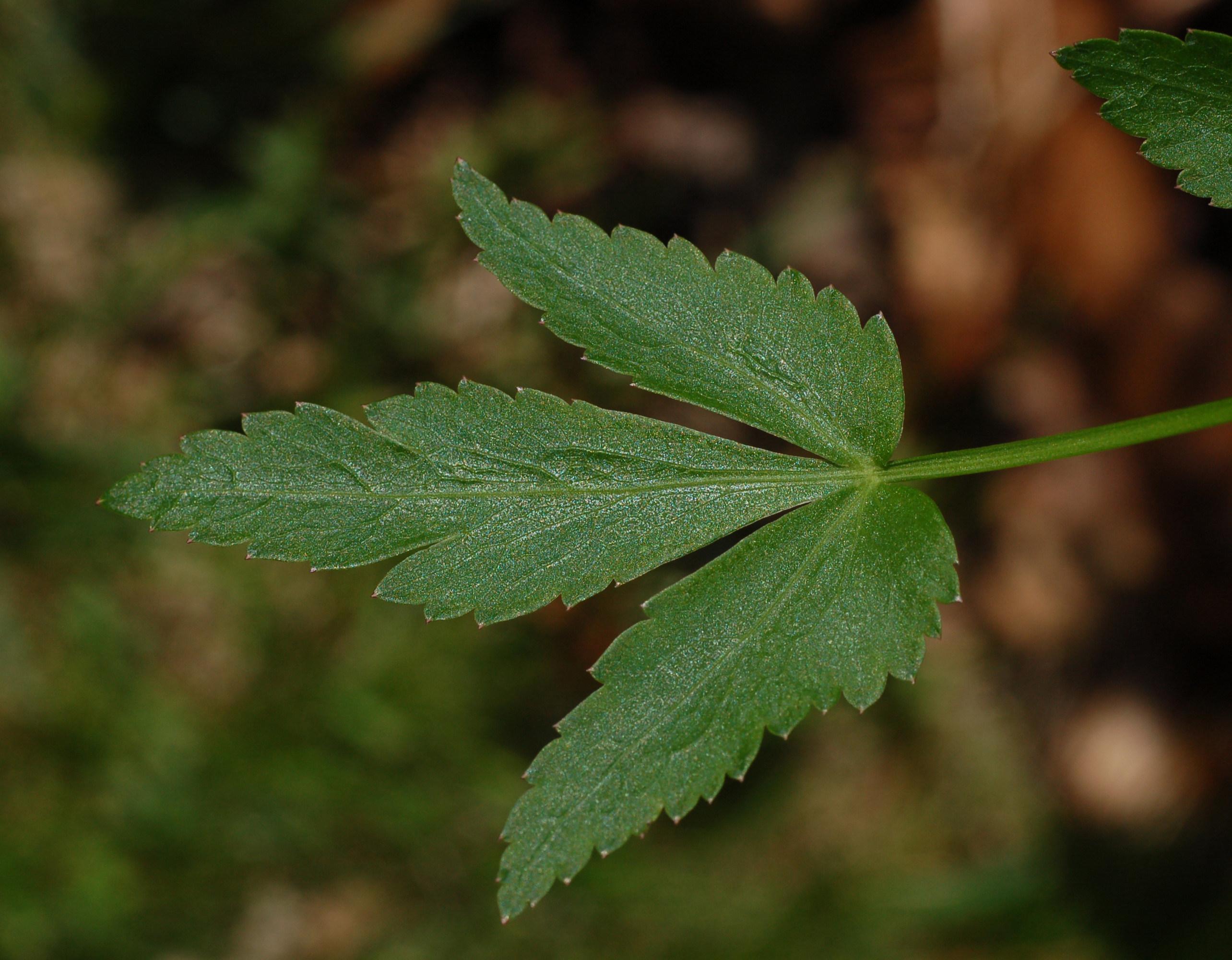
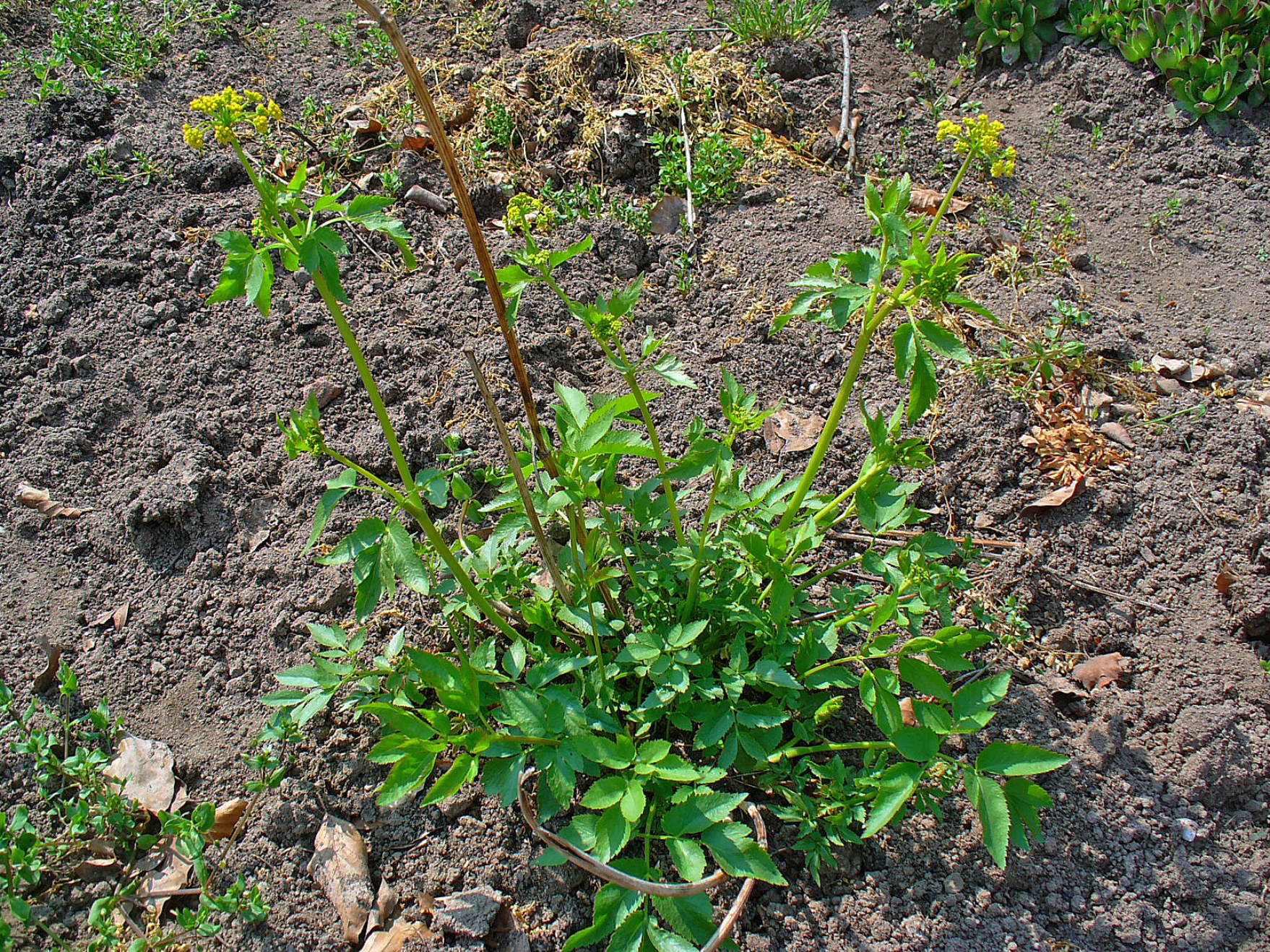
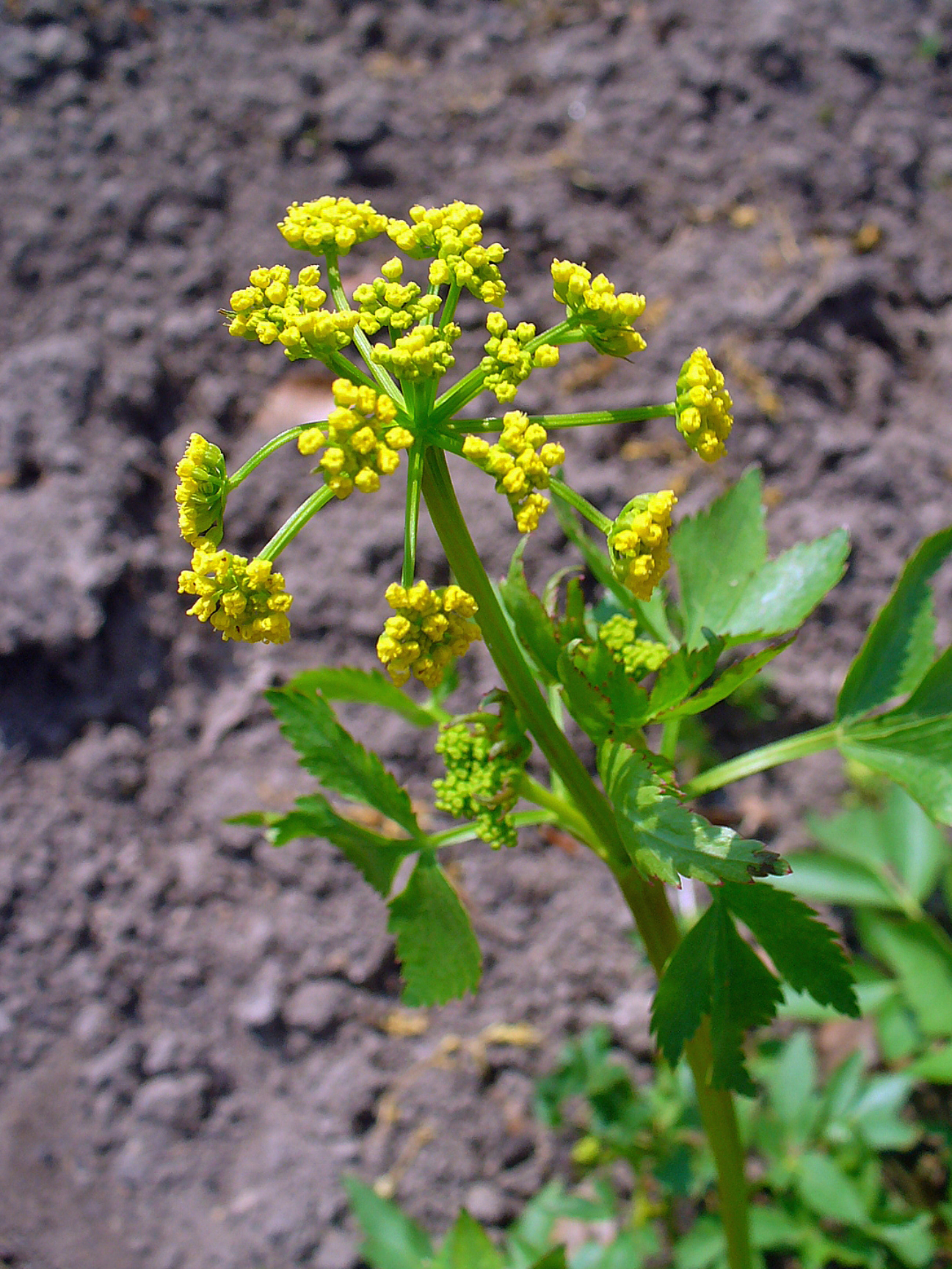
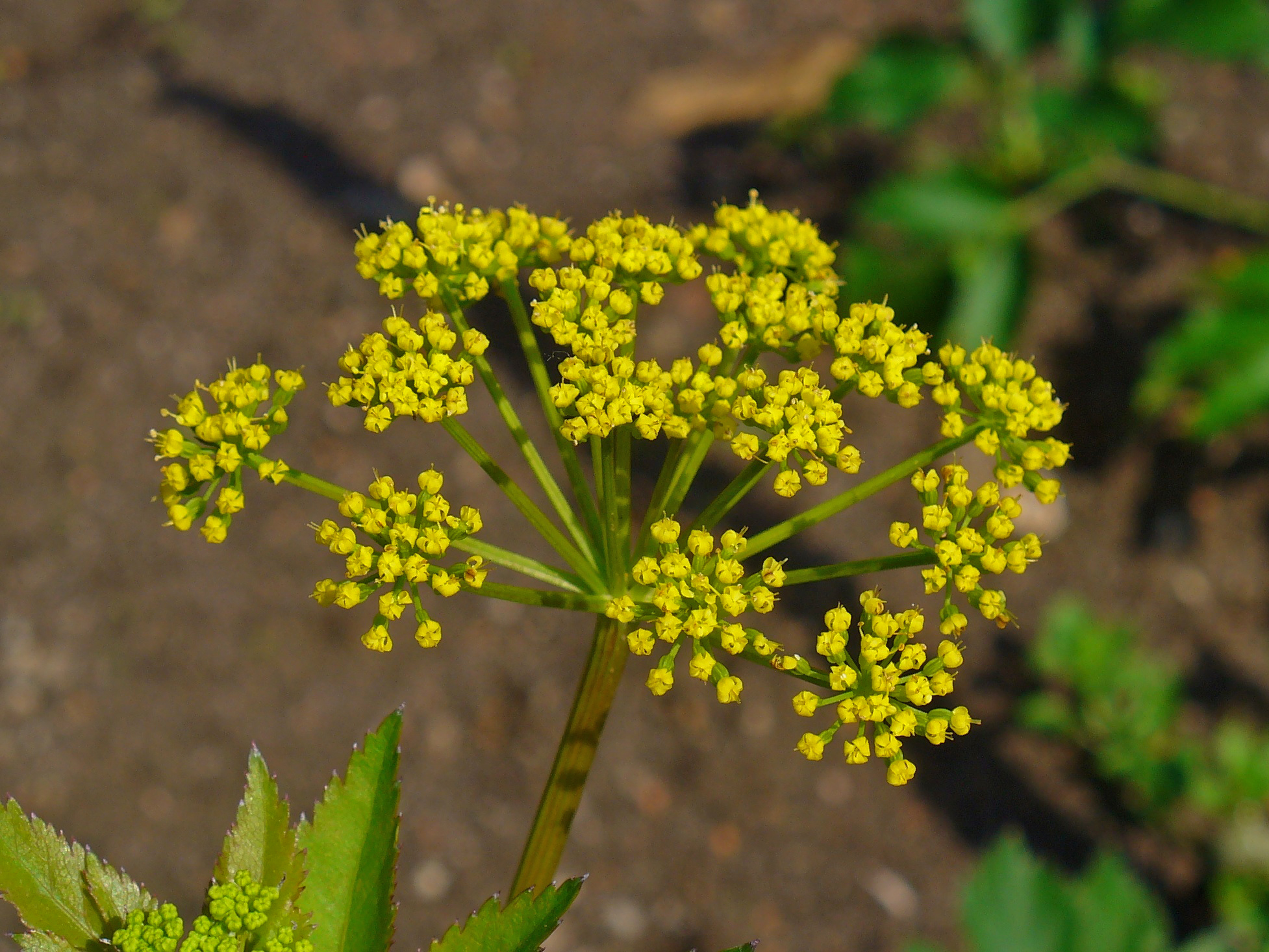
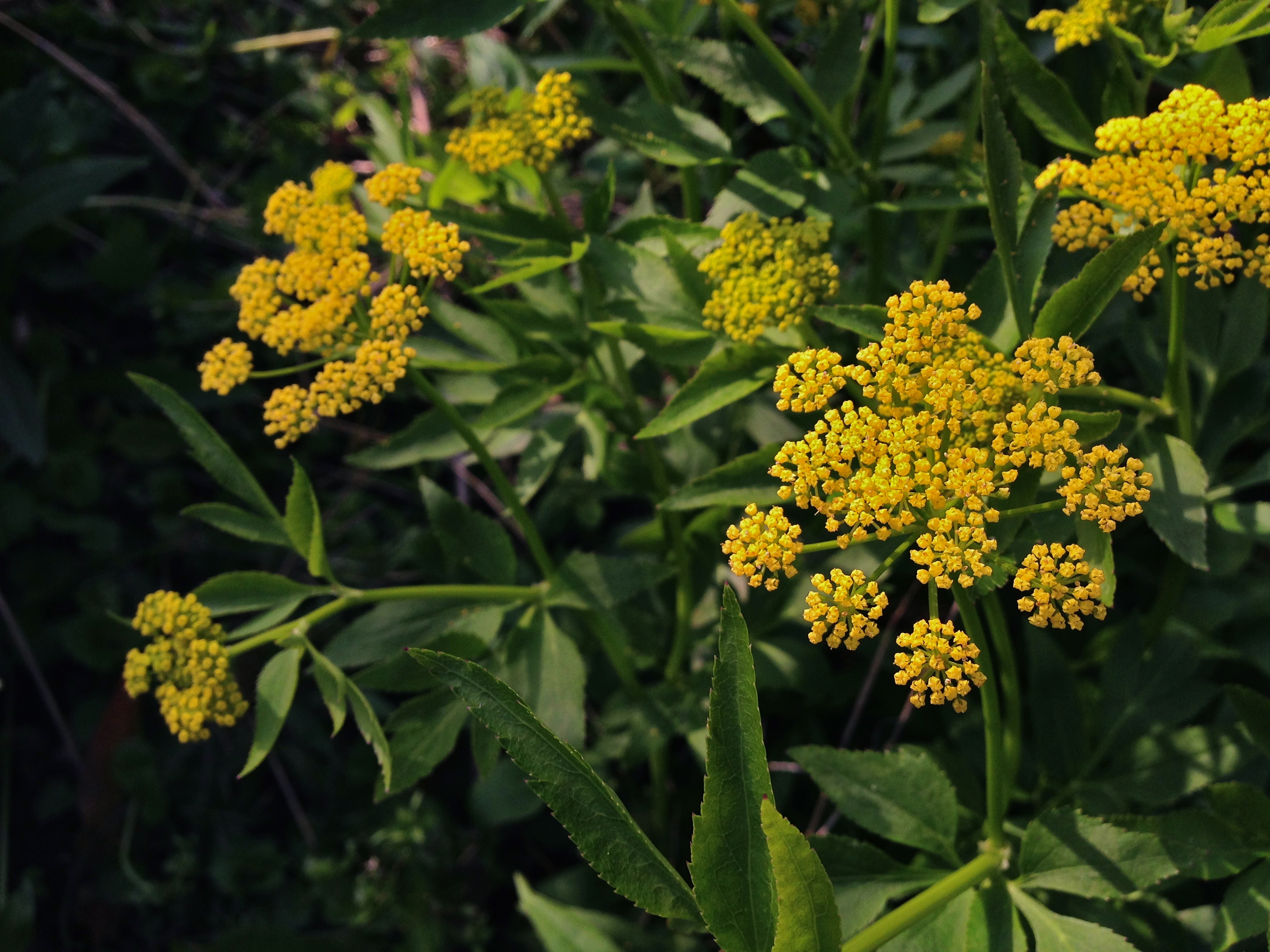